# Нејтан Вонг
Академик проф. др Нејтан Вонг, (енгл. Nathan Wong; Дауни (Калифорнија) 18. април 1961) превентивни је
кардиолог, епидемиолог и редовни професор из САД. Инострани је члан АНУРС.

## Биографија
Рођен је 1961. године у Даунију у Калифорнији, САД. Студије биохемије завршио је 1983. на Помона колеџу у Клермонту, а постдипломске студије из епидемиологије 1985. на Универзитету Јејл, гдје је 1987. одбранио и докторску дисертацију "Clinical Determinants of Long-Term Risk for Reinfarction and Coronary Mortality Following Initial Myocardial Infarction which involved the Framingham Heart Study" ("Клиничке детерминанте дугогодишњег ризика за реинфаркт и коронарни морталитет након инфаркта миокарда: Фрамингамска студија"). На Медицинском колеџу Универзитета Калифорније у Ервајну изабран је 1994. за доцента, а 2003. у звање редовног професора. Области његовог научног интересовања обухватају епидемиологију, превенцију, метаболичке синдроме, кардиоваскуларна обољења и др.
Од 1991. директор је програма за превенцију кардиоваскуларних болести на Универзитету Калифорније у Ервајну. Професор је епидемиологије од 2003. на Школи јавног здравља – Филдинг у Лос Анђелесу (UCLA Fielding School of Public Health). На Медицинском факултету Универзитета у Београду изабран је за гостујућег професора 2013. године.
Био је предсједник Америчког удружења за превентивну кардиологију (2010–2012). Члан је Америчког колеџа кардиологије, Америчке асоцијације за срце и више других удружења из области кардиологије. Члан је уређивачких одбора часописа: "Global Heart", "World Heart Federation", "Cardiovascular Endocrinology", "JACC Cardiovascular Imaging", "Journal of Clinical Hypertension", "American Journal of Cardiovascular Drugs", "Metabolic Syndrome and Related Disorders", "Archives of Medical Science", "The Medical Roundtable", "Journal of Geriatric Cardiology", "Current Cardiovascular Risk Reports", "Current Cardiology Reports". Од 2008. помаже развој превентивне кардиологије у Републици Српској, сарађујући са Фондацијом "Здравље и срце" и Удружењем кардиолога Републике Српске, чији је почасни члан.
Добитник је многобројних престижних награда и признања, од којих је најважнија награда Међународне академије кардиологије за посебан допринос на пољу превенције кардиоваскуларних болести (2011).
Аутор је четири књиге, више од 300 радова и осам поглавља у књигама.
За иностраног члана Академије наука и умјетности Републике Српске изабран је 6. децембра 2013. године.